# A-480

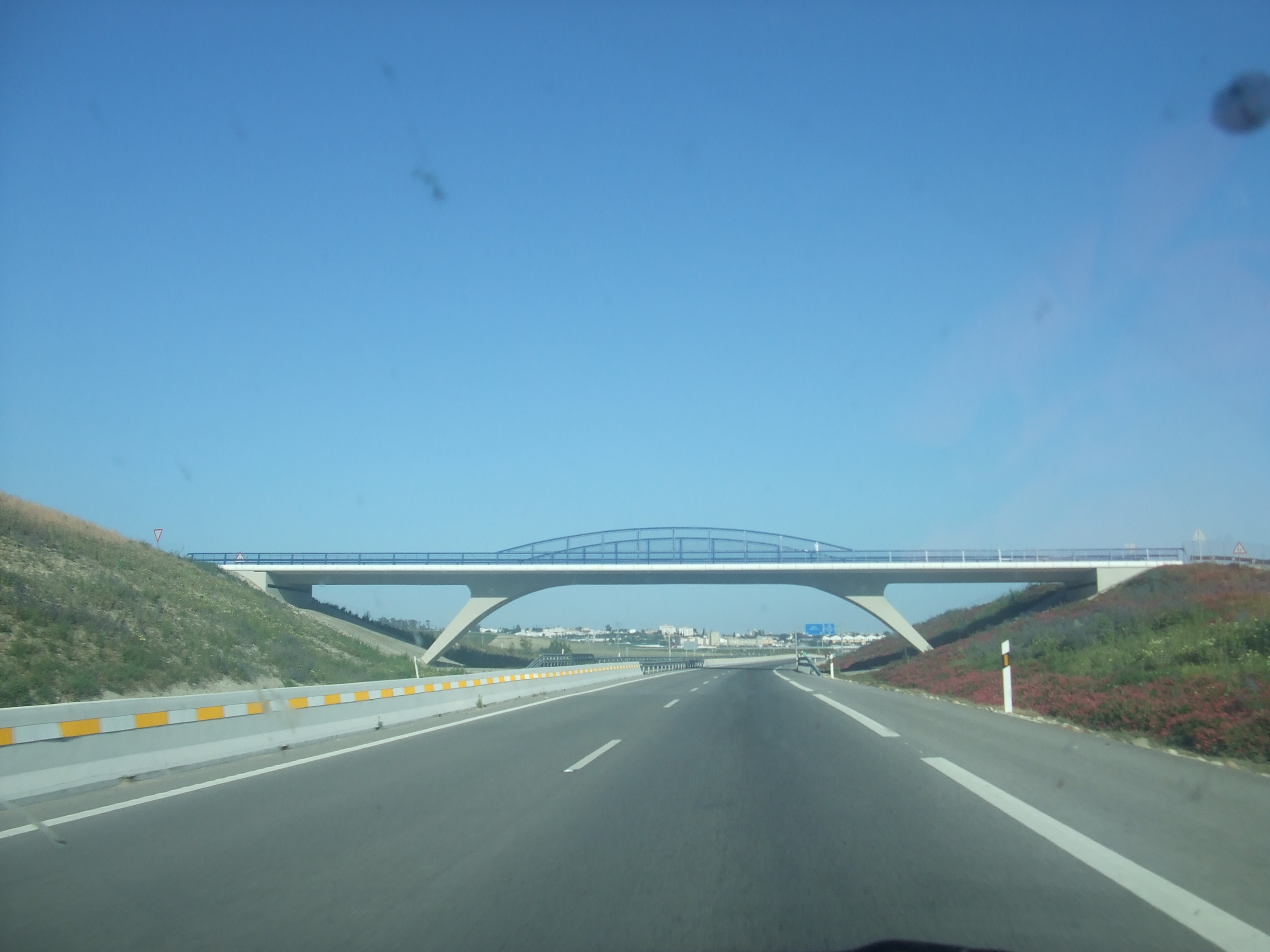
A-480. Al fondo, Jerez de la Frontera.

Autovía autonómica de la Red de carreteras de Andalucía que enlaza Chipiona con Jerez (A-4) pasando por Sanlúcar de Barrameda. Esta vía es el principal acceso a Sanlúcar de Barrameda y Chipiona desde Jerez y Sevilla. La A-480 atraviesa varias vías que comparten el recorrido como es el caso de la Carretera de Trebujena.
Esta vía enlaza con la A-471 y por la A-2075 con la A-491. Se incluye dentro del Plan MASCERCA.

## Tramos
| Denominación | Tramo                                      | Año servicio | Longitud (km) |
| ------------ | ------------------------------------------ | ------------ | ------------- |
| A-480        | Jerez de la Frontera-Sanlúcar de Barrameda | 2005         | 17            |
| A-480        | Variante de Sanlúcar de Barrameda          | 2009         | 3,1           |
| A-480        | Sanlúcar de Barrameda-Chipiona             | 2004         | 4,2           |

## Salidas
| Velocidad | Esquema | Salida | Sentido Jerez (descendente) | Sentido Chipiona (ascendente) | Carretera    | Notas |
| --------- | ------- | ------ | --- | --- | ------------ | ----- |
|           |         |        | Chipiona 2,5 A-491 Rota 17 | A-480 Sanlúcar de Barrameda 7,8 Jerez 30 | A-491        |       |
|           |         | 4      | La Jara | Sanlúcar de Barrameda | C-440 SB-20  |       |
|           |         | 5      | Sanlúcar de Barrameda 1,1 Rota 18 | Sanlúcar de Barrameda 1,1 Rota 18 | A-2077 SB-20 |       |
|           |         | 9      | Sanlúcar de Barrameda 4,9 El Puerto de Santa María 19 Parque Comercial Las Dunas | Sanlúcar de Barrameda El Puerto de Santa María 19 Parque Comercial Las Dunas | A-2001 SB-20 |       |
|           |         | 10     | Tanatorio Municipal Trebujena Lebrija Las Cabezas de San Juan Los Palacios y Villafranca N-4 Sevilla E-5 A-4 Utrera - Sevilla A-92 Alcalá de Guadaira 155 - Estepa 173,5 - Antequera 222,9 - Málaga 266 - Granada 311 - Almería 474 - Murcia 584 | Tanatorio Municipal Trebujena Lebrija Las Cabezas de San Juan Los Palacios y Villafranca N-4 Sevilla E-5 A-4 Utrera - Sevilla A-92 Alcalá de Guadaira 155 - Estepa 173,5 - Antequera 222,9 - Málaga 266 - Granada 311 - Almería 474 - Murcia 584 | A-471 SB-20  |       |
|           |         | 17     | Cambio de sentido | Cambio de sentido |              |       |
|           |         | 21     | Las Tablas | Las Tablas | CA-3100      |       |
|           |         | 22     | Hinojeras Rota El Puerto de Santa María | Hinojeras Rota El Puerto de Santa María | A-2078       |       |
|           |         | 25     | Aeropuerto de Jerez 16 El Puerto de Santa María 13 Cádiz 28 El Cuervo 27 Sevilla 102 E-15 A-7 Algeciras 137 | Aeropuerto de Jerez 16 El Puerto de Santa María 13 Cádiz 28 El Cuervo 27 Sevilla 102 E-15 A-7 Algeciras 137 | E-5 A-4      |       |
|           |         | 26     | Av. de Sanlúcar Jerez E-5 A-4 Cádiz - Sevilla A-382 Arcos - Antequera - Málaga - Granada A-381 Los Barrios - Algeciras E-807 A-46 Ronda | Sanlúcar de Barrameda Chipiona | E-807 JE-30  |       |